# Jean François Joubert de La Bastide
Jean François Joubert de La Bastide, marquis de Châteaumorand, mort le 17 avril 1727, est un militaire français ayant servi sous les règnes de Louis XIV et Louis XV.

## Biographie

### Origines et famille
Jean François descend de la maison de Joubert de La Bastide de Châteaumorand, originaire du Limousin, où son existence est constatée dès 1150. Cette famille a le titre de baron de Châteaumorand depuis le XVe siècle, et celui de marquis depuis le règne de Louis XIV.
Il est le fils d'Annet Joubert de La Bastide, comte de Châteaumorand († 1699) et de Françoise de Costentin de Tourville, sœur du maréchal de Tourville. Parmi ses frères, deux se distingueront au service des armées du Roi de France :
- François-Annet Joubert de La Bastide, marquis de Châteaumorand, capitaine de vaisseau, chevalier de Saint-Louis, décédé en juillet 1699;
- Charles Joubert de La Bastide, marquis de Châteaumorand, lieutenant-général des armées navales, chevalier de Saint-Louis et gouverneur de Saint-Domingue, mort en 1722.

### Carrière militaire
Il sert d'abord, comme ses frères aînés, dans la Marine royale puis est fait capitaine dans un régiment de dragons et combat à Fleurus.
Mestre de camp d'un régiment de cavalerie le 8 janvier 1696, brigadier le 10 février 1704, Le 19 avril 1706 il commandait la brigade de colonel général et défit la cavalerie ennemie à la bataille de Calcinato.
Il est commandeur de l'Ordre de Saint-Louis en 1709, maréchal de camp le 29 mars 1710, puis lieutenant général des armées du Roi le 30 mars 1720.

## Sources
- De la Chesnaye-Aubert et Badier, Dictionnaire de la noblesse, Paris, 1863.